# 아이리스 2: 더 무비
《아이리스 2: 더 무비》는 아이리스 2의 극장판이다. 그 동안 시즌 1에서 보여주지 못했던, 비밀조직 아이리스 활동으로 붙잡힌 백산 국장의 이야기를 비롯한, 백산 배후에서 모든 사건을 조종한 미스터 블랙의 비밀을 다룬 내용이다.

## 줄거리
- 드라마 아이리스 2의 20부작 내용을 간추려서 영화화한 작품이다. 드라마와 달리 극장판에서는 다른 결말이다.

## 등장 인물

### 국가안전국 (NSS)
- 정유건 : 장혁
- 지수연 : 이다해
- 서현우 : 윤두준
- 최민 : 오연수
- 강철환 : 김일우
- 박준한 : 성동일
- 오현규 : 윤주상
- 유해영 : 차현정
- 강병진 : 백성현
- 김지헌 : 이승학
- 표진환 : 전재형
- 황실장 : 백신

### 아이리스 (IRIS)
- 유정철 (미스터 블랙) : 김갑수
- 백산 : 김영철
- 김연화 : 임수향
- 윤시혁 : 이준
- 레이 : 데이비드 맥기니스
- 제이미 : 지민
- 유진 : 고윤

### 조선민주주의인민공화국
- 유중원 : 이범수
- 박태희 : 윤소이
- 박철영 : 김승우
- 박춘성 : 박정원
- 리혁수 : 세준
- 김정은 : 조성현

### 대한민국청와대
- 조명호 : 이정길
- 하승진 : 조성하
- 구본길 : 김종구

### 기타 인물
- 요시무라 켄이치

## 개요
- 드라마 원작과는 달리 일부 내용이 포함되지 않았고, 송영민 (형곤), 이수진 (윤주희), 김선화 (김소연), 장철 (강신효) 등의 인물들이 등장하지 않았다.

## 같이 보기
- 아이리스 (2009년) : 아이리스 극장판의 원작
- 아이리스: 더 무비 (2010년) : 아이리스 시리즈의 영화
- 아테나: 전쟁의 여신 (2010년) : 아이리스 시리즈의 스핀 오프 드라마
- 아테나: 더 무비 (2011년) : 아이리스 시리즈의 스핀 오프 영화
- 아이리스 2 (2013년) : 아이리스 시리즈의 두 번째 드라마